# Empidonax albigularis
Empidonax albigularis е вид птица от семейство Tyrannidae.

## Разпространение
Видът е разпространен в Белиз, Гватемала, Коста Рика, Мексико, Никарагуа, Панама, Салвадор и Хондурас.